# Bec-croisé des sapins
Loxia curvirostra
Espèce
Statut de conservation UICN

 LC  : Préoccupation mineure
Le Bec-croisé des sapins (Loxia curvirostra) (autrefois connu sous le nom de Bec-croisé rouge) est une espèce de passereaux appartenant à la famille des Fringillidae qui vit dans les forêts de conifères.
Son nom vient de la forme de son bec, dont les deux mandibules se croisent pour faciliter l'extraction des graines.

## Description
D'une longueur totale de 14 à 16,5 cm, le Bec-croisé des sapins se reconnait à la forme particulière de son bec gris foncé à noir. Le maxille et la mandibule sont allongés et croisés.
Le mâle adulte est rouge terne sur le dessus et le dessous du corps. Le croupion est d'un rouge plus vif. Les ailes et la queue sont brun foncé. Le bec-croisé des sapins ne présente pas de bande alaire, contrairement au bec-croisé bifascié.
La femelle adulte présente une coloration olive grisâtre, marquée de taches et de points bruns. Le croupion et la poitrine peuvent prendre une teinte jaunâtre. Les ailes et la queue sont brun foncé.
Le jeune ressemble beaucoup à la femelle mais présente du blanc au niveau des parties supérieures.
Les yeux sont marron foncé et les pattes gris foncé.

## Taxonomie
Tout récemment, Benkman et al. (2009) proposent d’élever au rang d’espèce distincte la forme endémique au sud de l’Idaho car elle a évolué en vase clos avec le pin (Pinus contorta latifolia). Cette coévolution a engendré une sédentarité, une taille et une voix différentes de celles des becs-croisés voisins. Des analyses génétiques semblent également montrer une certaine divergence par rapport aux autres becs-croisés nord-américains.

### Sous-espèces
Elles se distinguent surtout par l’intensité de la coloration rouge du mâle et, secondairement, par la taille :
- Loxia curvirostra altaiensis Sushkin, 1925 : Altaï russe et mongol ;
- Loxia curvirostra balearica (Homeyer) : îles Baléares ;
- Loxia curvirostra bendirei Ridgway, 1884 : Canada (Colombie Britannique), USA (Californie, Orégon) ;
- Loxia curvirostra grinnellii Griscom, 1937 : USA (sud de la Californie), hiverne en Basse-Californie et dans l’île de Guadeloupe au Mexique ;
- Loxia curvirostra benti Griscom, 1937 : ouest, centre et sud des États-Unis ;
- Loxia curvirostra corsicana Tschusi, 1912 : Corse ;
- Loxia curvirostra curvirostra Linné, 1758 : Eurasie, Scandinavie, Moyen-Orient ;
- Loxia curvirostra guillemardi Madarász, 1903 : Chypre ;
- Loxia curvirostra himalayensis Blyth, 1845 : Himalaya du nord du Penjab à l’Assam, sud-est du Tibet, sud-ouest du Sinkiang jusqu’au Tsinghaï, Kansou, nord du Seutchouan, monts Linkiang dans le nord du Yunnan ; hiverne dans le nord-est de la Birmanie ; sous-espèce la plus petite (15 cm) ;
- Loxia curvirostra japonica Ridgway, 1884 : bassin inférieur de l’Amour, Oussouri, Hokkaïdo, nord du Hondo, Sakhaline, îles Kouriles. Visiteur hivernal en Mandchourie, Corée, nord et est de la Chine jusqu’au Yangtsé, sud du Hondo, îles Kyushu, Shikoku, Iru, Bonin et Volcano ;
- Loxia curvirostra luzoniensis Ogilvie-Grant, 1894 : île Luçon, Philippines ;
- Loxia curvirostra mariae Dementiev, 1932 : sud-ouest de la Crimée ;
- Loxia curvirostra meridionalis Robinson & Kloss, 1919 : montagnes du sud de l’Annam, Viêt Nam ;
- Loxia curvirostra mesamericana Griscom, 1937 : Guatemala, Honduras, Nicaragua, Costa Rica.
- Loxia curvirostra minor (Brehm, 1846) : Canada (Colombie Britannique), USA (Orégon, Washington, Californie) ;
- Loxia curvirostra neogaea Ridgway : nord-est des États-Unis ; forme pas toujours reconnue comme sous-espèce valide ;
- Loxia curvirostra percna Bent, 1912 : Terre-Neuve ; selon Groth (1993) et le COSEPAC (2004), le nom le plus approprié pour cette forme est percna Bent 1912 et non pusilla Gloger 1843 ;
- Loxia curvirostra poliogyna Whitaker, 1898 : est du Maroc, Tunisie, Algérie ; l’une des sous-espèces les plus différenciées avec le mâle gris lavé d’orangé sur la couronne, la gorge, le haut de la poitrine et le croupion ; la femelle entièrement grise à peine teintée de jaunâtre sur le haut de la poitrine et le croupion ;
- Loxia curvirostra pusilla Gloger, 1834 : Terre-Neuve ;
- Loxia curvirostra sitkensis Grinnell, 1909 : frange côtière du sud de l’Alaska au nord de la Californie ;
- Loxia curvirostra stricklandi Ridgway, 1885 : Mexique débordant au nord sur le sud-ouest des États-Unis et au sud jusqu’au Nicaragua ;
- Loxia curvirostra tianschanica Laubmann, 1927 : Tien-Chan, Turkestan russe et chinois ; sous-espèce assez distincte avec le mâle adulte jaune-orangé (le mâle rouge est rare) et la femelle verdâtre à croupion jaune

Les formes Loxia curvirostra vividior Phillips, 1981 et L. c. reai Phillips, 1981 ne sont généralement pas reconnues comme sous-espèces valides.
Certains oiseaux montrent du blanc au bout des rémiges tertiaires mais surtout à l’extrémité des petites et des grandes couvertures, dessinant ainsi une double barre alaire. Ce caractère étonnant les fait ressembler à des becs-croisés bifasciés. Cependant ces bordures blanches sont beaucoup plus étroites et le blanc est moins pur (blanchâtre et parfois même rosâtre) que chez le bec-croisé bifascié. Néanmoins ce phénomène reste rare ou exceptionnel car il est estimé à un cas pour mille et touche habituellement les mâles mais parfois aussi les femelles. Les raisons de cette variation ne sont pas claires et sont peut-être dues à une aberration dans la coloration du plumage ou plutôt à une hybridation entre curvirostra et leucoptera (Van den Berg & Blankert 1980). Mais d’autres auteurs considèrent ces oiseaux comme une véritable sous-espèce sous le nom de rubrifasciata.
Ottaviani (2008) ne pense pas qu’il s’agisse d’une sous-espèce car il faudrait retrouver cette population dans une répartition définie et présentant ce caractère stable, ce qui n’est pas du tout le cas. Selon A. Hennache (in Ottaviani 2008), il s’agit peut-être simplement d’un allèle présent dans toute la population et qui ne s’exprime qu’à l’état homozygote.

## Habitat

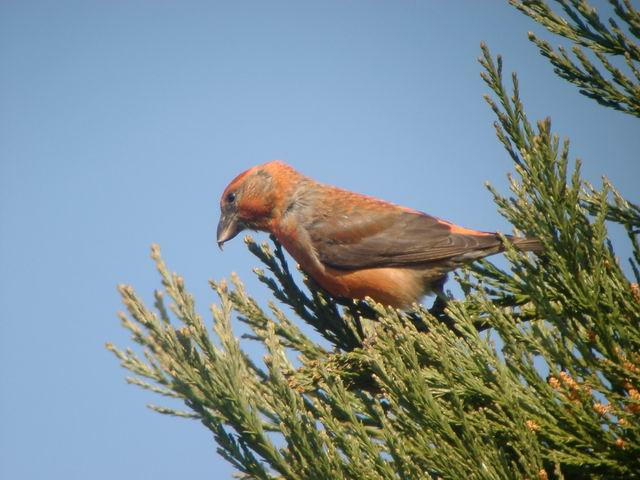
Bec-croisé des sapins dans le Suffolk en Angleterre

Le bec-croisé des sapins est l’oiseau typique des forêts de conifères jusqu’à 3 000 m
d’altitude, à travers sa vaste répartition dans le nord de l’Europe, de l’Asie et de l’Amérique du Nord. C’est le plus commun et le plus largement répandu des becs-croisés. Il fréquente les épicéas (Picea), les sapins (Abies), les pins (Pinus) et les mélèzes (Larix), mais il visite aussi les forêts mixtes et les bois d’aulnes, de bouleaux et de hêtres. Il s’agit donc d’un oiseau essentiellement forestier, mais il ne dédaigne pas s’approprier un bosquet d’épicéas ou de pins à proximité des habitations, dans des jardins ou dans des parcs d’ornement au cœur même des villes, mais plutôt en période automnale et hivernale ou lors d’irruptions.

## Alimentation

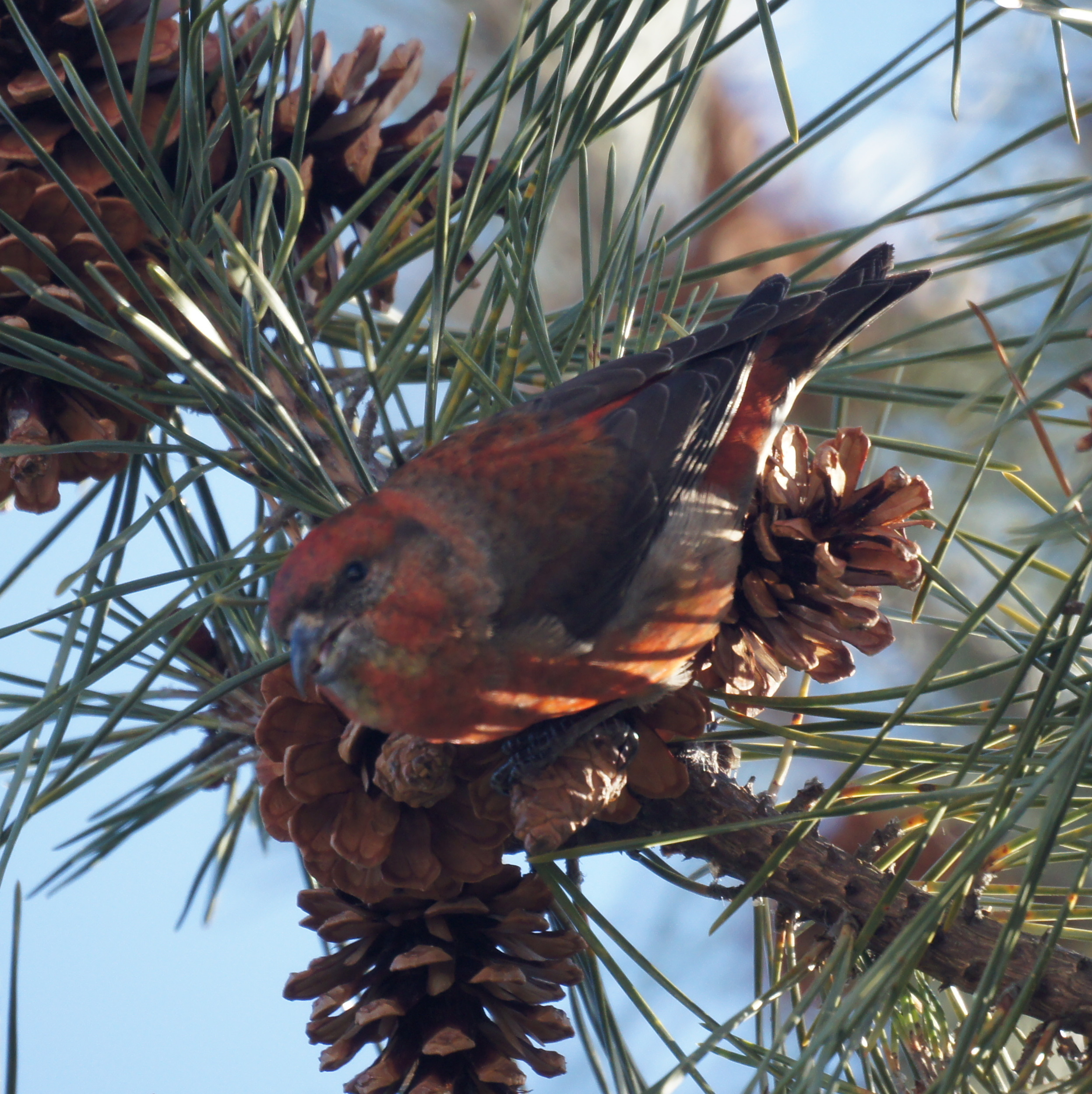
Photographie d'un bec-croisé des sapins en Nouvelle-Angleterre

Son alimentation se compose donc surtout de graines de résineux qu’il extrait des cônes à l’aide de son bec aux mandibules croisées parfaitement adapté à cet effet, mais il collecte aussi leurs bourgeons. Les baies (sureau, sorbier, aubépine), les bourgeons et les graines de feuillus (bouleau, aulne, érable, hêtre), les semences d’herbacées (chardon, ombellifères), les pépins et la pulpe des fruits (pomme, poire, raisin, nèfle) ainsi que les insectes font aussi partie de son régime alimentaire.  Il aime particulièrement les milieux ouverts avec des haies d'1 mètre environ.

## Comportement alimentaire
C’est un oiseau typiquement arboricole, passant le plus clair de son temps dans les conifères et ne descendant à terre que pour boire, se baigner, récolter des matériaux de nidification ou exploiter des fruits mûrs tombés sur le sol. Dans sa quête de nourriture, il évolue dans les arbres avec aisance, grimpe parfois aussi en utilisant son bec un peu à
la manière des perroquets, se suspend la tête en bas et peut même se balancer dans cette attitude, ne s’envolant que lorsqu’il ne peut plus tenir cette posture devenue incommode. Lorsqu’il décortique ainsi les cônes il adopte donc souvent des positions acrobatiques mais lorsque la posture est particulièrement inconfortable il arrive qu’il cisaille le cône tout en le maintenant d’une patte puis le transporte dans son bec jusqu’à un arbre voisin pour le travailler dans de meilleures conditions. Mais généralement il exploite les cônes en s’y agrippant directement. L’oiseau introduit alors son bec entre les écailles qu’une brève poussée de la mandibule inférieure écarte pendant que la langue prélève la graine.

## Parade nuptiale
Les mâles commencent à parader au sein de la troupe qui tend à se dissocier bien que plusieurs couples puissent nicher dans un même secteur ce qui occasionne des parades de menace. Certaines attitudes d’intimidation (corps tendu en avant avec ailes vibrantes, plumes du vertex érigées, claquements de becs) peuvent parfois aboutir à de réels combats entre mâles. Le mâle se poste souvent à la cime d’un grand épicéa et commence à émettre un chant varié tout en agitant les ailes parfois en se balançant un peu à la manière des psittacidés. Puis il s’élance dans les airs pour redescendre en plané et sans cesser de chanter « tiri-tiri-tioup-tsip-tsip-tiri-tiri » et, en poursuivant parfois la femelle de branche en branche. Les séances d’attouchements des becs sont fréquentes et évolueront plus tard vers un nourrissage régulier de la femelle par le mâle pendant toute la phase d’incubation.

## Nidification, reproduction

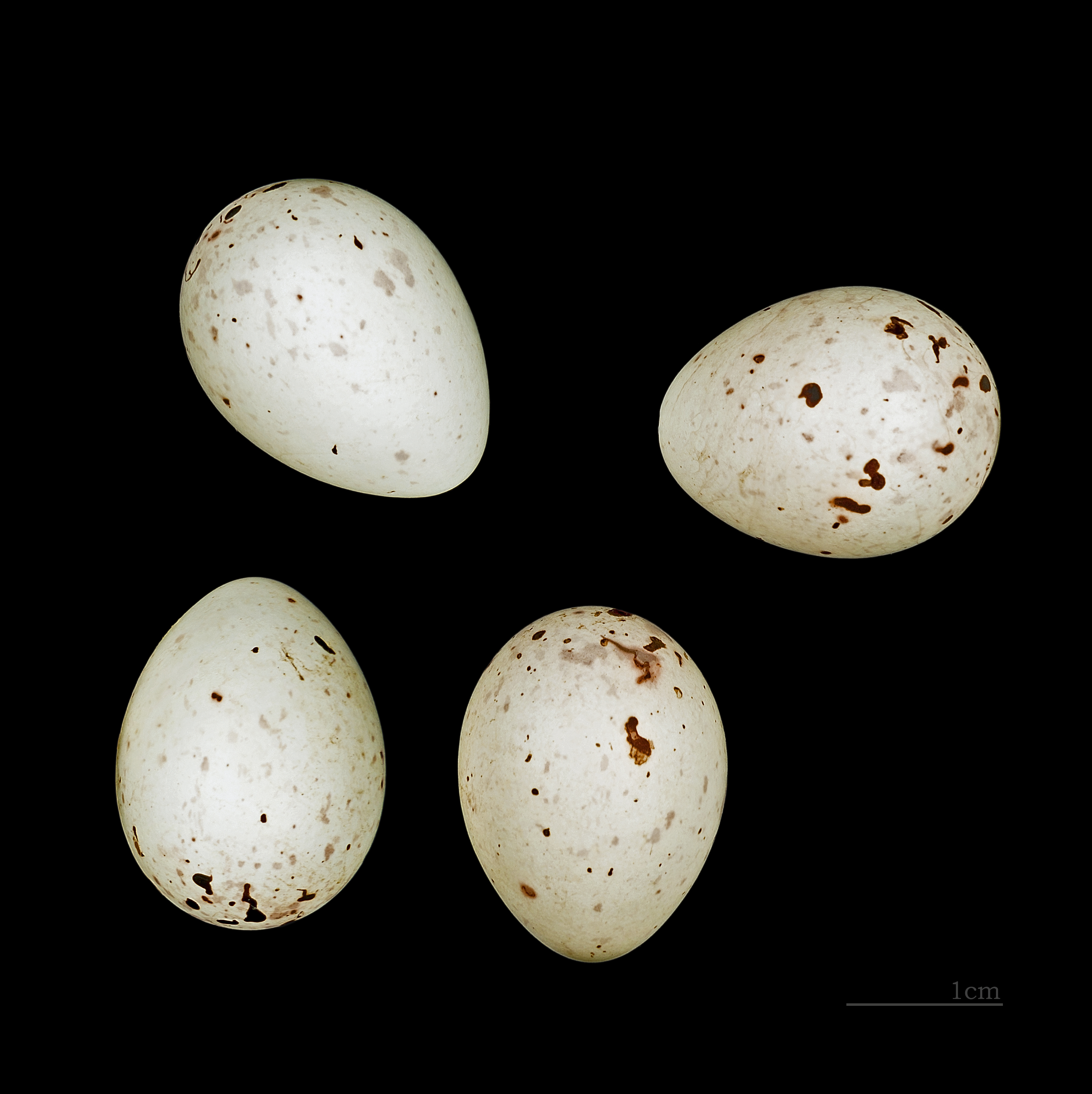
Œufs de Bec-croisé des sapins Muséum de Toulouse

La période de nidification peut avoir lieu en janvier mais plus souvent à partir février donc de façon beaucoup plus précoce que chez les autres fringilles. Les becs-croisés vivent alors en couples mais sans se séparer complètement du groupe, nichant assez souvent en petites colonies nidificatrices. Le nid consiste en une assez large coupe de brindilles de conifère, souvent parsemée de lichens, et reposant sur une assise de rameaux. Les nids d’hiver sont généralement plus gros que ceux de printemps et les parois peuvent atteindre quatre centimètres d’épaisseur. De trois à cinq œufs blanc verdâtre tachetés et vermiculés de brun-noir et de brun-rouge.
Le nid est construit dans un conifère, au bout d'une branche. L'intérieur est recouvert de mousse, de duvet végétal, de poils ou de plumes. La structure du nid est composée de brindilles, de lambeaux d'écorce, de tiges de plantes et d'herbe.
La période de nidification de cette espèce n'est pas régulière. Chez cette espèce, la nidification survient quand la nourriture est abondante, peu importe le temps de l'année. Des études tentent de clarifier cette caractéristique particulière au bec-croisé des sapins.
Sa mobilité rend aussi difficile de déterminer sa zone de nidification exacte.
La femelle pond de 3 à 5 œufs, vert bleuâtre pâle, tachetés de points bruns et lavande. Elle les couve, seule, pendant 12 à 15 jours.

## Déplacements, invasions
Les becs-croisés des sapins sont des oiseaux sociables dont les bandes se livrent habituellement, en automne et en hiver, à des mouvements erratiques les conduisant çà et là dans des sites abondants en nourriture. Ces déplacements relèvent donc ordinairement d’un erratisme exploratoire mais ils peuvent répondre, certaines années, à des impératifs alimentaires directement liés à une mauvaise fructification et donc à une pénurie de cônes mûrs, donnant naissance alors à de véritables invasions.

## Statut de conservation

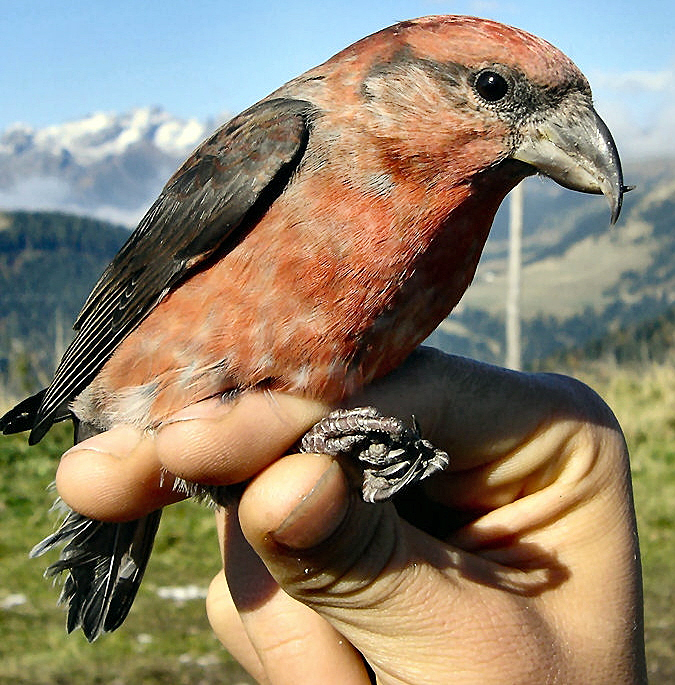
Loxia curvirostra mâle

L’accroissement des effectifs et l’extension de son aire de reproduction en Europe sont imputables au développement de la politique sylvicole d’enrésinement initié dans les années 1920. En revanche, la sous-espèce L. c. percna (Terre-Neuve) est considérée comme en danger d’extinction du fait de la perte importante d’habitat. En effet, les nombreux facteurs anthropiques (exploitation forestière, feux d’origine humaine) et naturels (infestations, cycle des feux, profils de régénération forestière) se sont combinés pour réduire la production de cônes dont dépend ce bec-croisé. L’introduction de l’écureuil roux à Terre-Neuve à partir de 1963 constitue maintenant un compétiteur sérieux dans l’exploitation des cônes de l’épinette noire (Picea mariana).

## Protection
Le bec-croisé des sapins bénéficie d'une protection totale sur le territoire français depuis l'arrêté ministériel du 17 avril 1981 relatif aux oiseaux protégés sur l'ensemble du territoire. Il est donc interdit de le détruire, le mutiler, le capturer ou l'enlever, de le perturber intentionnellement ou de le naturaliser, ainsi que de détruire ou enlever les œufs et les nids, et de détruire, altérer ou dégrader son milieu. Qu'il soit vivant ou mort, il est aussi interdit de le transporter, colporter, de l'utiliser, de le détenir, de le vendre ou de l'acheter.

## Distribution

Carte de répartition en Amérique du Nord.
Présent à l'année
Présent à l'année (peu commun)
Aire d'hivernage
Aire d'hivernage (peu commun)

Il est présent dans l'Ancien Monde : nicheur dans les montagnes de l’Europe et migrateur ou, beaucoup plus rarement, invasionnel dans le reste du territoire. Il niche aussi dans la ceinture de conifères de la Scandinavie, de la Russie et de la Sibérie jusqu’à la mer d’Okhotsk et migre au sud de cette large bande. Il se reproduit aussi en Mandchourie et dans le nord-est de la Chine avec une zone de migration au Japon, en Corée et dans l’est de la Chine. Il nidifie aussi dans toute la chaîne himalayenne et le centre de la Chine avec deux poches de migration, l’une au nord-est, l’autre au sud. À noter deux sous-espèces isolées dans le sud-est asiatique, dans le nord des Philippines (Luçon), l’autre au Viêt Nam. Quelques populations sporadiques et apparemment sédentaires dans les massifs de conifères d’Afrique du nord et d’Asie Mineure.
Il est également présent dans le Nouveau Monde : nicheur dans l’ouest, le sud et l’est du Canada avec Terre- Neuve. Niche aussi dans tout l’ouest (Montagnes Rocheuses), le nord et l’est des États-Unis et migre dans tout le reste du territoire, jusque dans le nord du Mexique. Il se reproduit dans les régions montagneuses du centre et du sud du Mexique et jusqu’en Amérique centrale.

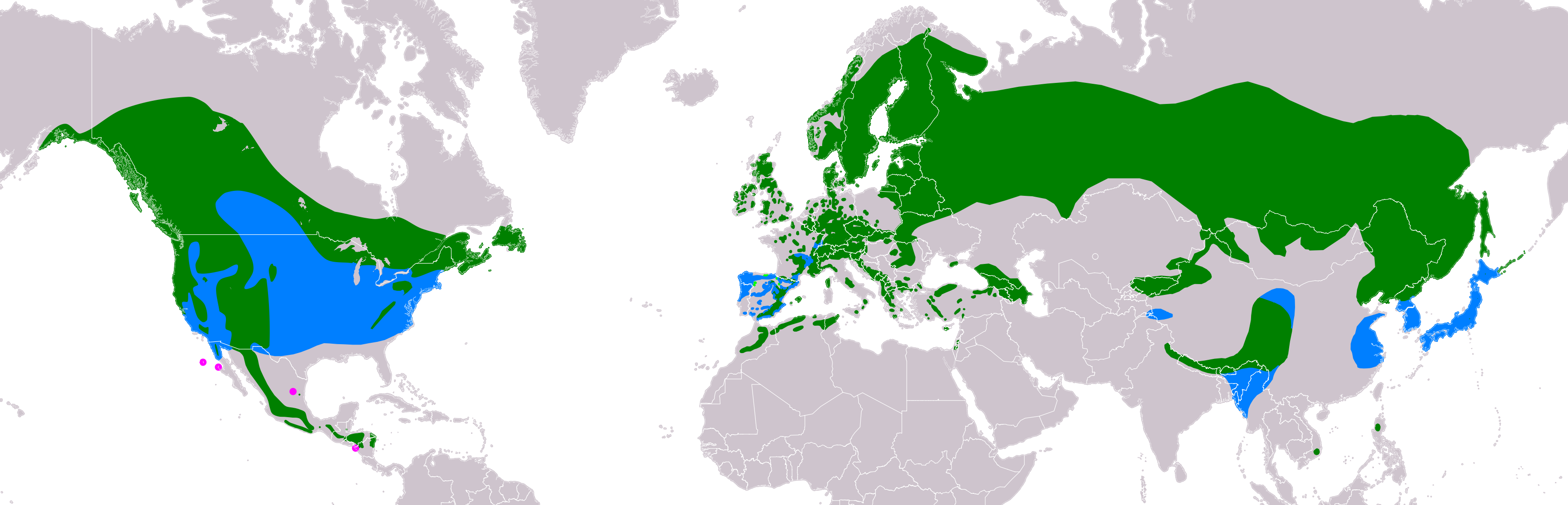

En Amérique du Nord, son aire de nidification s'étend du sud-est de l'Alaska jusqu'à Terre-Neuve à l'est, jusque dans les montagnes du nord de la Basse-Californie et au nord du Nicaragua, au sud. Vers l'est, l'aire de nidification s'étire jusqu'au nord du Wisconsin, au Tennessee et en Caroline du Nord.
Au Canada, le bec-croisé des sapins est présent toute l'année, par contre, il est très nomade. Il se déplace en fonction de la disponibilité des graines de conifères, sa principale source de nourriture.